# History of Political Economy
Die History of Political Economy (abgekürzt: HOPE) ist eine wirtschaftswissenschaftliche Fachzeitschrift, die von der Duke University quartalsweise herausgegeben wird. Der Schwerpunkt der Zeitschrift liegt auf der Publikation von Aufsätzen zur Geschichte der Politischen Wirtschaftswissenschaften.

## Rezeption
Sie gilt als renommierte Zeitschrift im Bereich der Geschichte des ökonomischen Denkens. Eine Studie der französischen Ökonomen Pierre-Phillippe Combes und Laurent Linnemer sortiert das Journal in die fünfte Kategorie C (von sechs) ein. Im Ranking des Handelsblattes befand sich die Zeitschrift 2013 und 2015 in der zweitniedrigsten Kategorie C.